# Eddie Keizan
Edward "Eddie" Keizan, född 12 september 1944 i Johannesburg, död 21 maj 2016 i Johannesburg, var en sydafrikansk racerförare.

## Racingkarriär
Keizan körde tre formel 1-lopp under första hälften av 1970-talet, samtliga i Sydafrikas Grand Prix. Han kom som bäst på trettonde plats i Sydafrika 1975.

## F1-karriär
| Säsong | Stall/Tillverkare         | Poäng | Placering |
| ------ | ------------------------- | ----- | --------- |
| 1973   | Blignaut (Tyrrell-Ford)   | 0     | –         |
| 1974   | Blignaut (Tyrrell-Ford)   | 0     | –         |
| 1975   | Team Gunston (Lotus-Ford) | 0     | –         |